# Lector de noticias
Un lector de noticias es una aplicación informática que lee artículos de Usenet (generalmente conocido como grupos de noticias), o bien directamente de los discos del servidor de noticias o a través del Network News Transport Protocol.
- Datos: Q1324042